# Der Schmied in Rumplbach
Der Schmied in Rumplbach ist ein Volksmärchen (ATh 330), das in Österreich und Deutschland sowie im tschechischen Sprachraum bekannt ist.

## Handlung
Der Schmied in Rumpelbach, der nicht viel zu verlieren hatte, weil er oft nicht bezahlt wurde und deshalb arm war, ging einst ein Geschäft mit dem Teufel ein und verlangte, im Tausch für seine Seele, eine Bank, einen Kirschbaum sowie einen Sack, die allesamt die Eigenschaft hatten gefangen zu halten, sodass, ohne die Einwilligung des Schmieds, diesen drei Dingen niemand entkommen konnte. Damit hielt er dann Verwandte einiger Schuldner fest, solange, bis diese ihre Rechnungen dreifach beglichen, wodurch der Schmied ein reicher Mann wurde.
Nach sieben Jahren dann, kam der Teufel wieder vorbei, um den Schmied mitzunehmen und setzte sich, herzlich dazu eingeladen, auf die Bank und da der Schmied ihn nicht wieder fortließ, bekam er, im Gegenzug für die Freiheit des Gehörnten, weitere sieben Jahre auf Erden. Selbigen Handel konnte er auch mit dem Kirschbaum vollführen. Als der Teufel dann beim dritten Mal etwas aus dem Sack holen sollte und nicht wieder hinauskam, verlangte der Schmied nichts weniger als seine Seele zurück, sodass der Freigelassene zornig wieder abziehen musste.
Ein gutes Leben gelebt habend wandelte der Schmied von Rumpelbach dann zwischen Hölle und Himmel hin und her, denn in der Hölle, in der es seiner Meinung nach lustig sein müsse, wollte man ihn, ob seiner bösen Listen dem Teufel gegenüber, nicht haben und am himmlischen Tor wurde er abgewiesen, da er einen Pakt mit dem Teufel eingegangen war. Schließlich bat er St. Peter darum wenigstens einmal einen kurzen Blick in den Himmel werfen zu dürfen, was ihm dieser auch gewährte. Als das Tor zum Himmel dann einen Spalt weit geöffnet wurde, warf der Schmied jedoch seine Kappe hindurch, woraufhin es ihm auch gewährt wurde, sie wieder herauszuholen. Da setzte sich der Schmied von Rumpelbach auf sie und da sie sein Eigentum war, konnte ihn niemand mehr hinfortschaffen.

## Versionen und Hintergrund
Diese Version des Märchens aus dem Werk Kinder- und Hausmärchen aus Tirol (Innsbruck 1852, Nr. 5) von Ignaz Vinzenz Zingerle und Josef Zingerle stammt aus Bozen und erhielt die Titel Der Schmied in Rumplbach (Version von 1852) und Der Schmied in Rumpelbach (Version von 1911). Eine ähnliche Version von Josef Sauer, die als Die drei Wünsch – Ein altes Inntaler Märchen in dem Werk Das Mühlrad, Blätter zur Geschichte des Inn- und Isengaues (3, 1953, S. 94) veröffentlicht wurde und auch den Titel Die drei Wünsche erhielt, berichtet ebenfalls von dem Schmied von Rumpelbach, der von Petrus für eine gute Bewirtung drei Wünsche erhält, wodurch er den Tod und den Teufel sowie am Ende auch Petrus selbst austricksen kann. Eine ähnliche Tschechische Version, die als Legendenmärchen klassifiziert ist, erzählt von einem Schäfer, der am Ende von Petrus erst nicht in den Himmel gelassen wird, weil er sich nichts besseres gewünscht hatte. Die Version stammt aus Ad. Kellners Východolašská nářecí (Brno 1949) und trägt im Deutschen den Titel Die drei Wünsche des Schäfers.
Weiterhin existiert auch ein ähnliches Märchen in livischer Sprache, in dem der Tod nicht von einem Apfelbaum heruntersteigen kann und im Gegenzug für seine Freiheit, einen alten Mann noch ein paar Jahre leben lässt. Dieses Märchen wurde von Oskar Loorits 1920/1921 im Dorf Vaid nach Körli Zeberg aufgezeichnet und ins Deutsche mit Der Tod auf dem Apfelbaum übersetzt.